# Sundheimer
Sundheimer er en hønserace, der stammer fra Tyskland.
Hanen vejer 3-3,5 kg og hønen vejer 2-2,5 kg. De lægger årligt 220 brunlige evt. plettede æg à 55-61 gram. Racen findes også i dværgform.

## Farvevariationer
- Hvidsort Columbia